# North Pekin
North Pekin est un village situé au nord-ouest du comté de Tazewell dans l'Illinois, aux États-Unis,. Le village est fondé en 1947 et incorporé le 29 avril 1948.

## Démographie
Lors du recensement de 2010, le village comptait une population de 1 573 habitants. Elle est estimée, en 2016, à 1 557 habitants.

### Source de la traduction
- (en) Cet article est partiellement ou en totalité issu de l’article de Wikipédia en anglais intitulé « North Pekin, Illinois » (voir la liste des auteurs).